# 11206 Bibee
11206 Bibee este un asteroid din centura principală de asteroizi.

## Descriere
11206 Bibee este un asteroid din centura principală de asteroizi. A fost descoperit pe 19 martie 1999 la Socorro, New Mexico, în cadrul proiectului LINEAR. Asteroidul prezintă o orbită caracterizată de o semiaxă mare de 2,64 ua, o excentricitate de 0,16 și o înclinație de 7,5° în raport cu ecliptica.